# 366

366(삼백육십육)은 365보다 크고 367보다 작은 자연수다.

## 수학
- 합성수로, 그 약수는 1, 2, 3, 6, 61, 122, 183, 366이다. 진약수의 합은 378이므로, 366은 과잉수다.
  - 제곱 인수가 없는 19번째 과잉수다. 이 성질을 지닌 앞의 수는 354, 다음 수는 390이다. (OEIS의 수열 A087248)
- 39번째 쐐기수다. 앞의 쐐기수는 357, 다음 쐐기수는 370이다.
- 자릿수 제곱합이 제곱수인 40번째 자연수다. 이 성질을 지닌 앞의 수는 362, 다음 수는 400이다. (OEIS의 수열 A175396)
  - {\displaystyle 3^{2}+6^{2}+6^{2}=9+36+36=81=9^{2}}
- {\displaystyle 366=8^{2}+9^{2}+10^{2}+11^{2}}
  - 연속하는 네 자연수의 제곱합으로 나타낼 수 있으며, 이 성질을 지닌 앞의 수는 294, 다음 수는 446이다.
- {\displaystyle 13^{3}-1}은 366으로 나누어떨어진다.

## 과학
- NGC 366(영어판): 카시오페이아자리 방향에 있는 산개성단.

## 교통
- 일본 366번 국도: 아이치현 한다시에서 나고야시까지 이어지는 일본의 국도.
- 현도 제366호선

## 군사
- U-366(영어판): 제2차 세계 대전에 사용된 나치 독일의 군용 잠수함.

## 문화유산
- 대한민국의 보물 제366호: 감은사지 서삼층석탑 사리장엄구
- 대한민국의 사적 제366호: 남양주 안빈묘

## 기타
- 연도: 366년, 기원전 366년
- 윤년에서 1년의 날짜.